# Casa Sant Pere (Vilada)
Cal Sant Pere (o el Solet) és una masia situada al terme municipal de Vilada, al Berguedà que està inventariada com a patrimoni immoble pel mapa de patrimoni de la Generalitat de Catalunya amb el número d'element IPAC-3731. Originàriament tenia un ús agropecuari i en l'actualitat és una casa de colònies amb el nom de "El Solet". Està en bon estat de conservació.

## Situació geogràfica i accessos
S'arriba a Cal Sant Pere des d'una pista forestal que surt del km 34 de la carretera C-26 entre Vilada i Borredà.

## Descripció i característiques
Cal Sant Pere és una construcció civil. Es tracta d'una masia d'estructura clàssica, amb galeries pròpies del segle xviii. Orientada a llevant, està coberta a doble vessant amb el carener perpendicular a la façana i presenta l'aparell típic de les zones de l'Alt Berguedà als segles XVII-XVIII, desigual i totalment irregular -fins i tot als dos grans arcs de mig punt de la façana-. La masia ha estat restaurada i habilitada per tal de condicionar-la com a Casa de Colònies d'Estiu i rebatejada com "El Solet".

## Història
Cal Sant Pere era, juntament amb la pairalia de les Eres de Guardiolans i la veïna casa del Soler, un dels nuclis principals de la parròquia de Santa Magdalena de Guardiolans, esmentada ja el 839, i un dels primers nuclis de població de la futura Vilada. Al redós de Santa Magdalena, s'apleguen moltes de les més importants masies de Vilada, que resten parcialment deshabitades.
Pere de casa Sempere, de la parròquia de Guardiolans, baronia de la Portella, posseí, pel Monestir de Montbenet, els masos de la Vila i Mas de Ramon Arnau de la parròquia de Sant Sadurní de Rotgers, segons el Capbreu de Montbenet de l'any 1538. El cens deia que havia de pagar 36 sous dels 40 s. i 1 florí i que ho tenia tot per successió de son pare i son avi.